# Мензель-Хорр
Мензель-Хорр (араб. منزل حر) — місто в Тунісі. Входить до складу вілаєту Набуль. Станом на 2004 рік тут проживало 4 798 осіб.